# Rabobank (wielerploeg)/2002
Deze pagina geeft een overzicht van de wielerploeg Rabobank in 2002.
- Ploegleiders: Theo de Rooij, Adri van Houwelingen, Joop Zoetemelk, Frans Maassen, Nico Verhoeven, Jan Raas.
- Fietsenmerk: Colnago

## Wielrenners
| Naam                | Geboortedatum | Nationaliteit    | Ploeg 2001 |
| ------------------- | ------------- | ---------------- | ---------- |
| Coen Boerman        | 11-11-1976    | Nederland        |            |
| Michael Boogerd     | 28-05-1972    | Nederland        |            |
| Jan Boven           | 28-02-1972    | Nederland        |            |
| Erik Dekker         | 21-08-1970    | Nederland        |            |
| Maarten den Bakker  | 26-01-1969    | Nederland        |            |
| Marcel Duijn        | 12-05-1977    | Nederland        |            |
| Addy Engels         | 16-06-1977    | Nederland        |            |
| Richard Groenendaal | 13-07-1971    | Nederland        |            |
| Bram de Groot       | 18-12-1974    | Nederland        |            |
| Mathew Hayman       | 20-04-1978    | Australië        |            |
| Steven de Jongh     | 25-11-1973    | Nederland        |            |
| Karsten Kroon       | 29-01-1976    | Nederland        |            |
| Levi Leipheimer     | 24-10-1973    | Verenigde Staten | US Postal  |
| Marc Lotz           | 19-10-1973    | Nederland        |            |
| Ronald Mutsaars     | 19-04-1979    | Nederland        | Espoirs    |
| Grischa Niermann    | 03-11-1975    | Duitsland        |            |
| Sven Nys            | 17-06-1976    | België           |            |
| Matthé Pronk        | 01-07-1974    | Nederland        |            |
| Roy Sentjens        | 15-12-1980    | Nederland        | Espoirs    |
| Bobbie Traksel      | 03-11-1981    | Nederland        |            |
| Thorwald Veneberg   | 16-10-1977    | Nederland        |            |
| Geert Verheyen      | 10-03-1973    | België           |            |
| Marc Wauters        | 23-02-1969    | België           |            |
| Beat Zberg          | 10-05-1971    | Zwitserland      |            |
| Markus Zberg        | 27-06-1974    | Zwitserland      |            |

## Belangrijkste overwinningen
- 2e etappe Ronde van Nederland - Steven de Jongh
- 6e etappe van Ronde van Nederland - Michael Boogerd
- 16e etappe Tour de France - Michael Boogerd
- 4e etappe Tirreno-Adriatico - Erik Dekker
- Eindklassement Tirreno-Adriatico - Erik Dekker

## Teams

### Ronde van de Middellandse Zee
13 februari–17 februari
- [33.] Michael Boogerd
- [34.] Markus Zberg
- [35.] Geert Verheyen
- [36.] Grischa Niermann
- [37.] Marc Lotz
- [38.] Addy Engels
- [39.] Bram de Groot
- [40.] Levi Leipheimer

### Ruta del Sol
17 februari–21 februari
- [1.] Erik Dekker
- [2.] Mathew Hayman
- [3.] Marc Wauters
- [4.] Karsten Kroon
- [5.] Steven de Jongh
- [6.] Jan Boven
- [7.] Marcel Duijn
- [8.] Matthé Pronk

### Ronde van Valencia
26 februari–2 maart
- [41.] Michael Boogerd
- [42.] Erik Dekker
- [43.] Levi Leipheimer
- [44.] Bram de Groot
- [45.] Marc Lotz
- [46.] Geert Verheyen
- [47.] Markus Zberg
- [48.] Beat Zberg

### Ronde van Murcia
6 maart–10 maart
- [51.] Levi Leipheimer
- [52.] Thorwald Veneberg
- [53.] Steven de Jongh
- [54.] Addy Engels
- [55.] Marc Lotz
- [56.] Grischa Niermann
- [57.] Sven Nijs
- [58.] Geert Verheyen

### Tirreno-Adriatico
14 maart–20 maart
- [181.] Erik Dekker
- [182.] Michael Boogerd
- [183.] Markus Zberg
- [184.] Beat Zberg
- [185.] Jan Boven
- [186.] Marc Lotz
- [187.] Karsten Kroon
- [188.] Marc Wauters

### Milaan-San Remo
23 maart
- [191.] Erik Dekker
- [192.] Markus Zberg
- [193.] Beat Zberg
- [194.] Marc Wauters
- [195.] Jan Boven
- [196.] Marc Lotz
- [197.] Karsten Kroon
- [198.] Steven de Jongh

### Ronde van Vlaanderen
7 april
- [21.] Marc Wauters
- [22.] Markus Zberg
- [23.] Coen Boerman
- [24.] Matthé Pronk
- [25.] Karsten Kroon
- [26.] Jan Boven
- [27.] Mathew Hayman
- [28.] Steven de Jongh

### Ronde van Italië
11 mei–2 juni
- [161.] Michael Boogerd
- [162.] Jan Boven
- [163.] Marc Lotz
- [164.] Geert Verheyen
- [165.] Steven de Jongh
- [166.] Addy Engels
- [167.] Grischa Niermann
- [168.] Mathew Hayman
- [169.] Thorwald Veneberg

### Ronde van Duitsland
3 juni–9 juni
- [21.] Markus Zberg
- [22.] Beat Zberg
- [23.] Coen Boerman
- [24.] Richard Groenendaal
- [25.] Ronald Mutsaars
- [26.] Karsten Kroon
- [27.] Matthé Pronk
- [28.] Bobbie Traksel

### Ronde van Zwitserland
18 juni–27 juni
- [21.] Beat Zberg
- [22.] Markus Zberg
- [23.] Jan Boven
- [24.] Marcel Duijn
- [25.] Karsten Kroon
- [26.] Geert Verheyen
- [27.] Thorwald Veneberg
- [28.] Marc Wauters

### Ronde van Frankrijk
6 juli–28 juli
- [101.] Levi Leipheimer
- [102.] Michael Boogerd
- [103.] Bram de Groot
- [104.] Erik Dekker
- [105.] Addy Engels
- [106.] Karsten Kroon
- [107.] Grischa Niermann
- [108.] Marc Wauters
- [109.] Beat Zberg

### Ronde van Nederland
20 augustus–24 augustus
- [11.] Erik Dekker
- [12.] Michael Boogerd
- [13.] Jan Boven
- [14.] Steven de Jongh
- [15.] Bram de Groot
- [16.] Levi Leipheimer
- [17.] Marc Lotz
- [18.] Marc Wauters

### Ronde van de Toekomst
5 september–14 september
- [101.] Pieter Weening
- [102.] Kevin De Weert
- [103.] Hans Dekkers
- [104.] Theo Eltink
- [105.] Joost Posthuma
- [106.] Laurens ten Dam

### Ronde van Lombardije
19 oktober
- [201.] Michael Boogerd
- [202.] Jan Boven
- [203.] Karsten Kroon
- [204.] Grischa Niermann
- [205.] Marc Lotz
- [206.] Marc Wauters
- [207.] Beat Zberg
- [208.] Bram de Groot

den Bakker ·
Boerman ·
Boogerd ·
Boven ·
Dekker ·
Duijn · 
Engels ·
Groenendaal ·
de Groot ·
Hayman · 
de Jongh ·
Kroon ·
Leipheimer ·
Lotz ·
Mutsaars ·
Niermann ·
Nys ·
Pronk ·
Sentjens ·
Traksel ·
Veneberg ·
Verheyen ·
Wauters ·
B. Zberg ·
M. Zberg
Mannen: 1984 · 1985 · 1986 · 1987 · 1988 · 1989 · 1990 · 1991 · 1992 · 1993 · 1994 · 1995 · 1996 · 1997 · 1998 · 1999 · 2000 · 2001 · 2002 · 2003 · 2004 · 2005 · 2006 · 2007 · 2008 · 2009 · 2010 · 2011 · 2012 · 2013 · 2014 · 2015 · 2016 · 2017 · 2018 · 2019 · 2020 · 2021 · 2022 · 2023 · 2024 · 2025
Lijst van alle renners
Vrouwen: 2021 · 2022 · 2023 · 2024 · 2025